# 鲁西奇
鲁西奇（1965年11月—），复旦大学历史学系教授。

## 生平
1982年至1989年在武汉大学历史系读本科、硕士。毕业后留系工作，先后任助教、讲师、副教授、教授。1992年至1995年，在武汉大学历史系攻读博士。2007年至2016年，任厦门大学历史系教授。2016年6月至2022年10月，任武汉大学历史学院教授。2022年11月，任复旦大学历史学系教授。

## 著作
著有《区域历史地理研究：对象与方法：汉水流域的个案考察》《城墙内外：古代汉水流域城市的形态与空间结构》《人群·聚落·地域社会：中古南方史地初探》长江中游的人地关系与地域社会》《中国历史的空间结构》《中国古代买地券研究》《中国古代乡里制度研究》《喜：一个秦吏和他的世界》。